# Parroquia de San Juan Bautista (Orizaba)
La Parroquia de San Juan Bautista también conocida como la Parroquia de San Juan Bautista de los Cerritos o simplemente la Parroquia de Cerritos es un templo religioso de culto católico que pertenece a la jurisdicción eclesiástica de la Diócesis de Orizaba, bajo el patronazgo de San Juan Bautista, y la Virgen del Rayo. Es un templo contemporáneo de arquitectura neoclásica construido por el entonces Párroco de San Miguel, hoy Catedral de Orizaba, don Rafael  Rúa Älvarez con apoyo de los vecinos del barrio de Cerritos en su mayoría trabajadores de la exfábrica textil del mismo nombre. (hoy Mercado Cerritos). Se encuentra ubicado en el barrio de cerritos en el norte de la ciudad de Orizaba, Veracruz, México.

## Historia

### Fundación
Hacia el año de 1945, el canónigo de la Parroquia de San Miguel Rafael Rúa Álvarez, un sacerdote muy activo y recordado en la ciudad, realizó gestiones ante la compañía industrial de Orizaba que operaba la entonces fábrica textil de cerritos que les hiciera la donación de un terreno para levantar un templo católico que atendiera las necesidades espirituales de los habitantes de la zona norte de la ciudad. De esta forma con el apoyo de entusiastas colaboradores como el Sr. Gonzalo Vásquez García (1888-1960) se formó el comité Pro-capilla que recolectó limosna en toda la ciudad y todas las fábricas de la región para levantar una iglesia en honor a San Juan Bautista. El terreno donde se levanta este templo era un monte elevado ubicado frente al campo deportivo de cerritos que se llegaba a utilizar como grada ante los eventos deportivos que se llevaban a cabo aquí, principalmente el fútbol. A la izquierda del templo se ubicó un fuerte militar donde alguna vez se pretendió construir un aeropuerto en Orizaba, pero el día de la inauguración en 1950, una avioneta se desplomó por lo que quedó abandonado para siempre el proyecto del aeropuerto de Orizaba por los vientos fuertes que soplan en la región rodeada de montañas. Hoy en día en este antiguo fuerte militar se encuentra una escuela preparatoria.
En 1963 se comenzaron a celebrar misas por el propio padre Rúa y el padre Moisés Cabrera, en abril de 1965, el Arzobispo de Xalapa Mons. Manuel Pío López envió al primer sacerdote fijo como párroco, el señor cura Juan José Cordera.

### Sacerdotes
| Periodo     | Cargo                    | Presbítero                       |
| ----------- | ------------------------ | -------------------------------- |
| 1965-1980   | Párroco                  | Juan José Cordera                |
| 1980-1983   | Párroco                  | José Antonio Reyes Espinoza      |
| 1983-1993   | Párroco                  | Ramiro Frías Kirvan              |
| 1993-1994   | Administrador parroquial | Luis Herrera Melo                |
| 1994-1999   | Párroco                  | Luis Herrera Melo                |
| 1999-2001   | Párroco                  | Juan Vázquez Moreno              |
| 2001        | Administrador parroquial | Bernardo Vargas Roa              |
| 2001        | Párroco                  | Adrián Sánchez                   |
| 2002-2010   | Párroco                  | José Antonio Reyes Espinoza      |
| 2010-2011   | Párroco                  | Bernardo Vargas Roa              |
| 2011-2016   | Párroco                  | Eduardo Ramírez                  |
| 2016-2021   | Párroco                  | Andrés Vázquez Carmona           |
| 2021-Actual | Párroco                  | Eduardo Alejandro Flores Sánchez |